# Ferrari 250 Monza

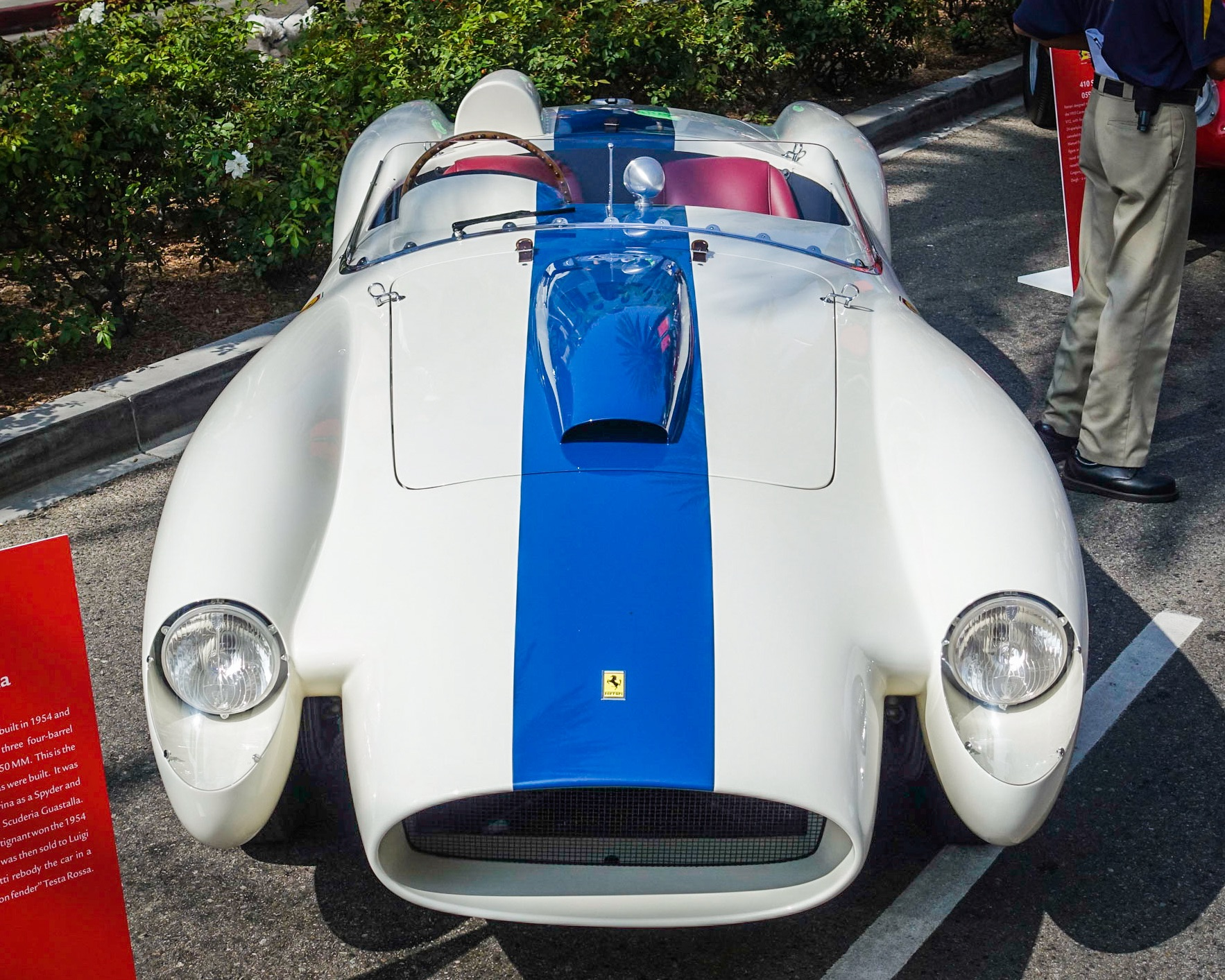
Ferrari 250 Monza der Scuderia Guastalla

Der Ferrari 250 Monza war ein Rennsportwagen, der 1954 bei Ferrari entwickelt wurde.

## Entwicklungsgeschichte und Technik
Der Ferrari 250 Monza war kein eigenständiges und komplett neu entwickeltes Rennwagenmodell. Im Grunde war dieses Fahrzeug ein Zusammenbau, bestehend aus dem Fahrgestell des 750 Monza und dem aus dem 250MM übernommenen von Aurelio Lampredi weiterentwickelten Colombo-3-Liter-V12-Motor, der inzwischen 240 PS leistete.
Der 250 Monza steht im Widerspruch zu den Entwicklungen bei der Scuderia Ferrari im Sportwagensport 1954. Dort fand mit dem Einsatz des 500 Mondial und des 750 Monza gerade die Umstellung des Antriebs auf 4-Zylinder-Reihenmotoren statt. Weshalb Ferrari zusätzlich dieses Modell für den Renneinsatz baute, ist weitgehend unklar. Einige Quellen bewerten die Entwicklung als Versuch, eine Alternative für schnelle Rennstrecken wie den Kurs in Monza zur Verfügung zu haben. Für diesen Projektansatz wurde der Wagentyp jedoch zu wenig eingesetzt.
Die vier Fahrgestelle, 0420M, 0442M, 0432M und 0466M erhielten zu Beginn Spider-Karosserien von Pininfarina. Nachdem das Chassis 0442M 1957 bei einem Unfall schwer beschädigt worden war, baute Scaglietti eine neue Karosserie auf.

## Renngeschichte
Den ersten Einsatz hatte der 250 Monza beim Giro di Sicilia 1954. Am Steuer wechselten sich Gerino Gerini und Luciano Donazzolo ab, die das Rennen als Dritte der Gesamtwertung beendeten. Den ersten Gesamtsieg erzielten zwei Monate später Maurice Trintignant und Luigi Piotti beim 12-Stunden-Rennen von Hyères.
Weitere Erfolge feierten Gerini bei der Trofeo Sardo und Piotti beim Sportwagenrennen Reggio Calabria 1954.